# 南医大・江蘇経貿学院駅
南医大・江蘇経貿学院駅（なんいだい・こうそうけいぼうがくいんえき）は、南京市江寧区竜眠大道にある、南京地下鉄1号線の駅である。

## 歴史
- 2010年5月28日1号線の駅として開業。

## 駅構造

### のりば
| 番線 | 路線            | 方面                          | 行先                |
| ---- | --------------- | ----------------------------- | ------------------- |
|      | 南京地下鉄1号線 | 新街口・南京南駅・南京駅 方面 | 八卦洲大橋南駅 行き |
|      | 南京地下鉄1号線 | 中国薬科大学 方面             | 中国薬科大学 行き   |

## 隣の駅
南京地下鉄
■1号線
竜眠大道駅 -　南医大・江蘇経貿学駅 - 南京交院駅